# Petopentia natalensis
Petopentia es un género monotípico perteneciente a la familia de las apocináceas con una única especie: Petopentia natalensis (Schltr.) Bullock de plantas fanerógamas. Es originario de Sudáfrica.

## Descripción
Son lianas que alcanzan los 10-15 m de altura, con grandes órganos subterráneos,  nodulosos, tubérculos, raíces. Los brotes son de color rojizo con corteza suberosa, glabros. Las hojas coriáceas, de 7-11 cm de largo y 3.5 cm de ancho, ampliamente oblongas, basalmente redondeadas a cordadas, el ápice acuminado, glabras, con la línea interpetiolar.
Las inflorescencias son axilares o terminales, a veces dos por nodo, más cortas que las hojas adyacentes, con 5-8 flores, laxas, con brácteas florales ovadas. Su número de cromosomas es de: 2n= 22.

## Distribución y hábitat
Se distribuye por Sudáfrica en Natal y Transkei en los bosques de rivera y los acantilados de arenisca de los bosques de las zonas subtropicales húmedas.

## Taxonomía
Petopentia natalensis fue descrita por (Schltr.) Bullock y publicado en Kew Bulletin 1954: 362. 1954.
Sinonimia
- Tacazzea natalensis N.E.Br.[4]